# Polytmus milleri
Polytmus milleri е вид птица от семейство Колиброви (Trochilidae).

## Разпространение
Видът е разпространен в Бразилия, Венецуела и Гвиана.